# Herrerasaure
L'herrerasaure (Herrerasaurus, "llangardaix d'Herrera") era un dinosaure carnívor bípede d'una longitud d'entre 3 i 5 metres, amb un pes d'entre 200 i 300 kg. Tenia el fèmur més llarg que la tíbia, dents apuntades i cintura pelviana. Fou un dels primers dinosaures, visqué durant el Triàsic mitjà fa uns 230-225 milions d'anys, a l'Argentina. És un dels dinosaures primitius més ben coneguts.